# New Mongol Bayangol FC
Câu lạc bộ bóng đá New Mongol Bayangol là một câu lạc bộ bóng đá chuyên nghiệp có trụ sở tại Ulaanbaatar, Mông Cổ. Họ chơi ở giải Ngoại hạng Mông Cổ, cấp độ bóng đá cao nhất ở Mông Cổ, ra mắt trong mùa giải 2016.

## Lịch sử
Bayangol FC được thành lập vào tháng 7 năm 2013, khi Paul Watson liên lạc với Enkhjin Batsumber đến từ Ulaanbaatar, hỏi liệu Watson có quan tâm đến việc giúp thành lập một đội bóng mới ở thủ đô không.
Vào mùa hè năm 2014, Jack Brazil, một sinh viên Đại học Coventry được bổ nhiệm làm huấn luyện viên của câu lạc bộ.
Vào tháng 5 năm 2016, Bayangol đã bổ nhiệm huấn luyện viên người Anh Shadab Iftikhar làm người dẫn dắt cho mùa giải Premier League khai mạc của họ.
Vào tháng 7 năm 2016, Bayangol đã ký một MoU với câu lạc bộ Limerick của League of Ireland.
Vào ngày 24 tháng 8 năm 2016, tên của câu lạc bộ đã được đổi thành New Mongol Bayangol FC để phản ánh mối quan hệ hợp tác phát triển của đội trẻ với Học viện  New Mongol.

## Danh hiệu
1. Vô địch giải đấu nghiệp dư 2015
2. Huy chương đồng (vị trí thứ 3) League 1 2015 (giải hạng 2)
3. Huy chương đồng (vị trí thứ 3) giải Futsal Cup 2015-2016

## Câu lạc bộ liên kết
- liên_kết=|viền Limerick (2016-hiện tại) [5]